# Fortuna liga 2021/2022
Fortuna liga 2021/2022 je 29. ročník nejvyšší slovenské fotbalové soutěže, pojmenovaný podle sponzora – sázkové kanceláře Fortuna. Soutěže se účastnilo 12 týmů, titul obhajoval Slovan Bratislava, který ho i tentokrát (počtvrté v řadě získal). Do této sezony z nižší soutěže postoupil Tatran Liptovský Mikuláš. Na jaře 2022 sestoupil klub FK Pohronie.